# Deutsche Literatur des Spätmittelalters
Zur deutschsprachigen Literatur des Spätmittelalters gehört diejenige Dichtung und Literatur, die etwa zwischen 1250 und 1500 entstanden ist. Wie die meisten Epochengliederungen ist auch diese recht willkürlich. Das Spätmittelalter bildet keine markante Literaturepoche mit einem einheitlichen Stil. Es ist nicht nur sozial und politisch, sondern auch kulturell eine so vielgestaltige Zeit, dass die Literatur oft nur stiefmütterlich als Übergangs- und Zwischenphase zwischen der Literatur des hohen Mittelalters und derjenigen der frühen Neuzeit betrachtet wurde.
Das Spätmittelalter ist geprägt durch viele Veränderungen, die auch in der Literaturgeschichte ihren Niederschlag finden: Die Städte und mit ihnen die Bürgerschicht blühen auf, die Gesellschaft differenziert sich, die Schriftlichkeit nimmt allgemein zu, Universitäten werden gegründet, neue religiöse Orden (Franziskaner, Dominikaner, Deutscher Orden) entstehen und gewinnen an Einfluss. Am Ende des Spätmittelalters steht mit der raschen Ablösung des handgeschriebenen Buchs durch den Buchdruck eine tiefgreifende Medienrevolution.
Während in der hochmittelalterlichen Literatur fast alle Gattungen an den größeren Höfen des Adels ihre Gönner, ihre Verfasser und ihr Publikum fanden, löst sich dieser Zusammenhang jetzt langsam auf, und es entwickeln sich verschiedene 'Klimata' des literarischen Lebens: neben den Höfen auch im reichen städtischen Adel (Patriziat) z. B. von Basel und Zürich, an Bischofssitzen wie Mainz, Würzburg, Konstanz, unter den akademisch gebildeten und lateinkundigen Juristen, Kanzlisten und Ärzten, und unter den seelsorgerlich tätigen Ordensgeistlichen.